# Acuerdo de Kanslergade

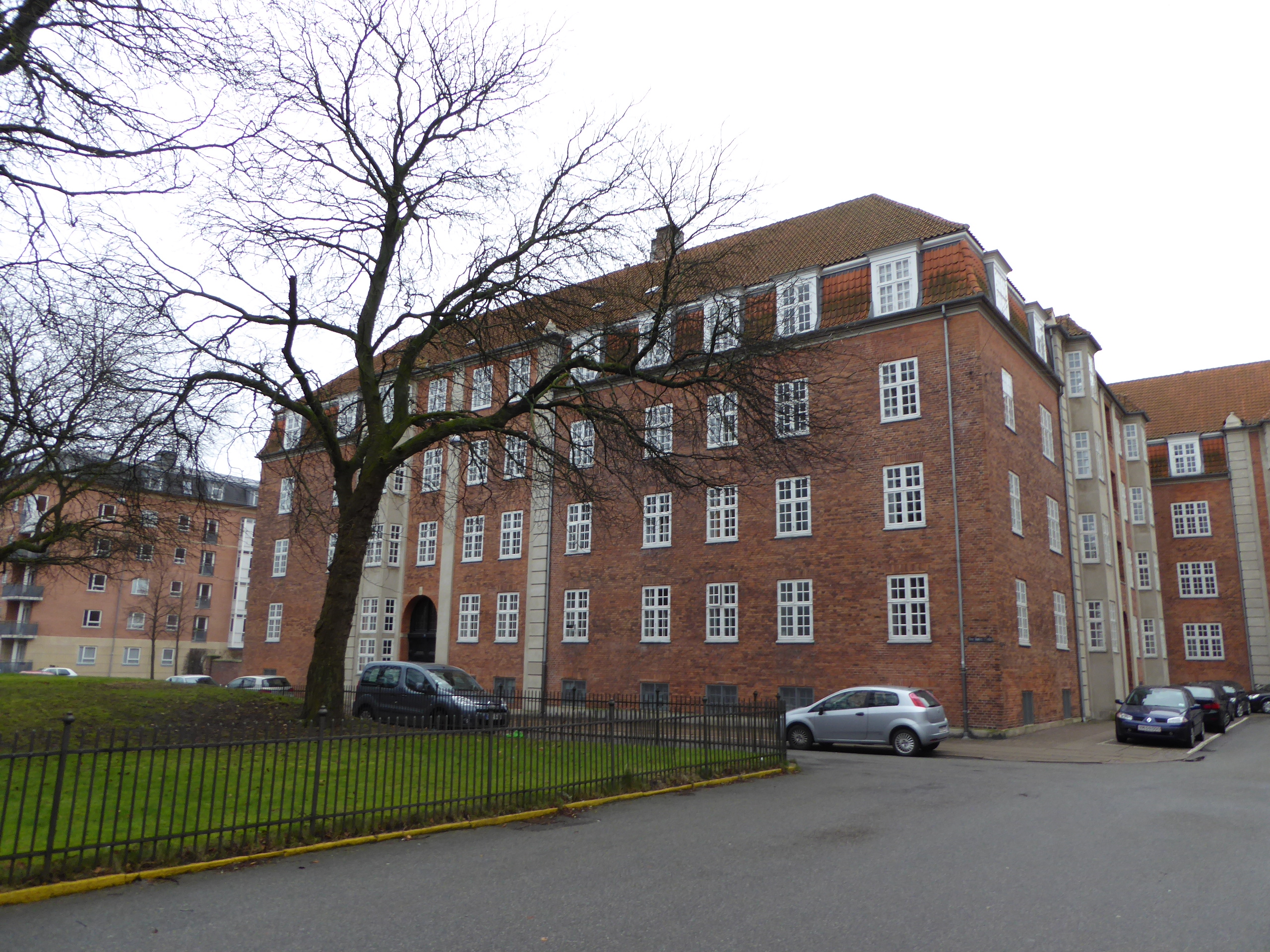
El edificio de Kanslergade donde se encuentra el apartamento de Stauning (en 2016).

El Acuerdo de Kanslergade (pronunciado /ˈkʰænˀslɐˌkɛːðə/; en danés: Kanslergadeforliget) fue un acuerdo político de 1933 en Dinamarca, que sentó las bases del estado de bienestar danés. Fue acordado por el gobierno del primer ministro Thorvald Stauning, con el ministro de Asuntos Sociales Karl Kristian Steincke como su arquitecto principal. El Acuerdo de Kanslergade se negoció en el apartamento de Stauning en la calle Kanslergade (en danés: calle del canciller) en Copenhague, de donde toma su nombre.
El Acuerdo de Kanslergade puso en marcha las reformas que establecerían el modelo nórdico para los servicios estatales de bienestar en Dinamarca. Amplió los derechos laborales, devaluó la corona y extendió los subsidios estatales a los agricultores. Los cargos por servicios sociales también se fijaron a niveles asequibles. Como parte del acuerdo, el partido liberal Venstre retiró sus objeciones al modelo de bienestar social defendido por el gobierno. El acuerdo era, en ese momento, el acuerdo más extenso en la política danesa, con la posible excepción del acuerdo presupuestario de 1894.

## Antecedentes
Una reforma social, es decir, una reorganización integral del sistema de seguridad social de Dinamarca, ocurrió en la década de 1890. Allí se implantó un plan de pensiones de vejez para todos los ciudadanos y un seguro de accidentes de trabajo, que supuso una mejora significativa, en particular, de la seguridad social de los artesanos e industriales y la clarificación de sus derechos. Se construyó un aparato administrativo eficiente como base para la administración. Pero en los años siguientes, el sistema se fue especializando hasta un punto donde el sistema se volvió difícil de manejar mientras funcionaba de manera muy burocrática.
Por otro lado, durante el período de entreguerras, Dinamarca sufrió 3 crisis económicas, en 1920-22, 1929-33 y 1937-38, de las cuales la más grave fue la crisis de 1929-33 debido a su duración y al desempleo que provocó. La caída de las importaciones en Estados Unidos, provocó una caída de precios, lo que afectó a países productores de materias primas. La crisis llegó a Dinamarca en 1931, aunque antes de esto, los empresarios daneses se beneficiaron por la caída de precios, pero luego, la agricultura se vio afectada por restricciones en los mercados externos y la industria por una mayor competencia en el mercado interno por la presencia de productos extranjeros. Esto provocó que en 1932 el desempleo alcanzara el 32% de los asegurados. Dinamarca, al igual que el resto de países, aplicó restricciones de gran alcance a la importación y una serie de planes de apoyo en beneficio de la agricultura y los desempleados. Sin embargo, se vio menos afectada por la crisis que la mayoría de los demás países, pues 1932 fue el único año de caída del producto interno bruto.

## El acuerdo
El acuerdo fue alcanzado el 30 de enero de 1933 por el gobierno de Stauning, formado por su propio Partido Socialdemócrata y su socio de coalición, el Partido Social Liberal, así como el principal partido de oposición, el partido liberal Venstre. Los dos partidos gobernantes tenían una estrecha mayoría de 76 de los 149 escaños en el Folketing (la cámara baja del Rigsdagen). Sin embargo, solo tenían 34 de los 76 escaños en el Landsting (la cámara alta del Rigsdagen) y, por lo tanto, necesitaban el apoyo de los liberales, que ocupaban 27 escaños en el Landsting.
Este, fue el más completo de una serie de arreglos que debían mitigar los efectos económico-sociales provocados por la crisis mundial desde el otoño de 1929. El acuerdo abarcaba tres áreas principales: la industria agrícola logró el alivio mediante una devaluación de la moneda, la reducción de los impuestos sobre la propiedad, la conversión, aplazamiento y liquidación de la deuda, así como la compra de carne de vacuno y la ampliación de una serie de planes temporales para enfrentar la crisis. En el mercado laboral, las demandas de los empleadores por una reducción salarial del 20% y un cierre inminente se evitaron mediante acciones legales; en los años siguientes, sin embargo, los salarios reales cayeron como resultado de la devaluación de la corona danesa. Además, se implementaron ayudas de invierno para desempleados y ayudas a vivienda y obras públicas. Finalmente, se incluyó en el acuerdo que el partido liberal Venstre no se opondría a la implementación de la reforma social que K.K. Steincke había preparado durante varios años.
En palabras de Stauning, se sacrificaron algunos principios, pero el país se salvó. El acuerdo de Kanslergade se percibió tanto en ese momento, como en retrospectiva, como una demostración del poder de acción de la democracia parlamentaria.

## Reforma social de Steincke
Con la reforma social de 1933, también conocida como la reforma social de Steincke, el sistema se simplificó enormemente, se abolieron 54 leyes sociales y se sustituyeron por cuatro. Se introdujeron reglas más claras para los derechos de los ciudadanos y los servicios más importantes se pusieron a disposición de la mayoría de la población. La intención era quitar las limosnas que aún predominaban por sobre los beneficios sociales.
La reforma fue una sistematización y enmienda integral de la legislación social, hasta entonces vigente, que se articuló en cuatro leyes: la Ley de Orientación Laboral y Seguro de Desempleo (en danés: Lov om Arbejdsanvisning og Arbejdsløshedsforsikring) que había sido aprobada el año anterior, que trataba sobre el apoyo a los llamados, fondos de continuación, con el fin de ampliar el tiempo en que los desempleados podrían recibir apoyo antes de tener que recurrir a las ayudas municipales. Segundo, La Ley de Bienestar Público (en danés: Lov om offentlig Forsorg) reemplazó a la Ley de la Pobreza de 1891 y a los fondos de ayuda, de modo que la ayuda especial y la asistencia municipal, en la mayoría de los casos, pudieran reemplazar el escalón inferior, el alivio de la pobreza, lo que implicaba la pérdida de algunos derechos, como por ejemplo, el sufragio. La Ley del Seguro Nacional (en danés: Lov om Folkeforsikring) que se refería a las cajas de enfermedad, en la que, desde ese momento, todos deberían ser miembros, pero quienes tuvieran un ingreso superior al "límite del fondo de enfermedad" solo contribuían; además, el seguro de invalidez y la pensión de vejez se rigieron por la misma ley. Y por último, la Ley de Seguros contra las Consecuencias de los Accidentes (en danés: Lov om Forsikring mod Følger af Ulykkestilfælde) que se tradujo en la creación de la Dirección de Seguro de Accidentes, lo que significó un fortalecimiento de la supervisión estatal del seguro obligatorio del empleador, esto aumentó la indemnización y, como novedad, se hicieron responsables de las enfermedades profesionales.
Se definieron los límites entre las diferentes opciones de ayuda, de modo que quedara claro a qué tipo de apoyo se tenía derecho y se aseguraba de que no se proporcionara asistencia de varias cajas a la vez. Algunas tarifas, como la de la pensión de vejez y la pensión de invalidez, se ajustaron a los precios. Se simplificó una complicada administración municipal mediante la sustitución de estimaciones por tarifas fijas. Además, se incrementó el subsidio estatal al gasto social de los municipios y el reembolso intermunicipal distribuyó el gasto social de manera más equitativa entre los municipios. Esto fue un paso significativo hacia el estado de bienestar.